# Fuxi (sockenhuvudort i Kina, Zhejiang Sheng, lat 28,46, long 121,02)
Fuxi (kinesiska: 福溪, 福溪乡, 谷湾) är en sockenhuvudort i Kina. Den ligger i provinsen Zhejiang, i den östra delen av landet, omkring 210 kilometer sydost om provinshuvudstaden Hangzhou. Antalet invånare är 1 923. Befolkningen består av 964 kvinnor och 959 män. Barn under 15 år utgör 18,0 %, vuxna 15-64 år 47 %, och äldre över 65 år 34 %.
Runt Fuxi är det tätbefolkat, med 819 invånare per kvadratkilometer. Närmaste större samhälle är Dajing, 14,6 km öster om Fuxi. I omgivningarna runt Fuxi växer i huvudsak blandskog.
Genomsnittlig årsnederbörd är 2 023 millimeter. Den regnigaste månaden är juni, med i genomsnitt 334 mm nederbörd, och den torraste är januari, med 74 mm nederbörd.